# Hârtop (okręg Neamț)
Hârtop – wieś w Rumunii, w okręgu Neamț, w gminie Bârgăuani. W 2011 roku liczyła 230 mieszkańców.